# 그레이트 캐논
그레이트 캐논(Great Cannon)은 중화인민공화국 정부가 웹사이트에 분산 서비스 거부 공격(DDoS)을 가하는 데 사용하는 인터넷 공격 도구이다. 대량의 웹 트래픽에 중간자 공격을 수행하고 최종 사용자의 웹 브라우저가 대상 웹사이트로 트래픽을 과다하게 유도하는 코드를 삽입한다. 이 용어를 처음 만든 시티즌 랩(Citizen Lab), 국제 컴퓨터 과학 연구소(International Computer Science Institute), 프린스턴 대학교 정보기술정책센터(Center for Information Technology Policy)의 연구원들에 따르면, 그레이트 캐논은 중국 웹사이트로 향하는 해외 웹 트래픽을 하이재킹하여 대상 웹 서버에 막대한 트래픽을 과다하게 발생시켜 운영을 방해한다. 그레이트 캐논은 만리방화벽(Great Firewall)과 함께 사용되지만, "기능과 설계가 다른 별도의 공격 시스템"이다.
이 도구는 서비스 거부(DDoS) 공격을 실행하는 것 외에도 미국 국가안보국(NSA)에서 사용하는 퀀텀 인서트(Quantum Insert) 시스템과 유사한 방식으로 웹 트래픽을 모니터링하고 악성 코드를 유포하여 표적 공격을 수행할 수 있다.

## 같이 보기
- 중화인민공화국의 인터넷 검열